# Zespół rozsianego wykrzepiania wewnątrznaczyniowego
Zespół rozsianego wykrzepiania wewnątrznaczyniowego, zespół DIC (ang. disseminated intravascular coagulation, DIC) – zespół chorobowy polegający na wtórnej do wielu chorób aktywacji kaskady krzepnięcia i wytworzenie licznych mikrozakrzepów w świetle małych naczyń krwionośnych, co w efekcie często doprowadza do zużycia czynników krzepnięcia, szczególnie fibrynogenu, czynnika VIII i V oraz płytek krwi, powodując objawy skazy krwotocznej („koagulopatia ze zużycia”). Wykrzepianie jest wyzwalane przez uwolniony czynnik tkankowy, odsłonięcie warstwy podśródbłonkowej naczyń lub poprzez nieprawidłowe aktywatory krzepnięcia.

## Przyczyny
- powikłania położnicze (najczęstsza przyczyna):
  - zator płynem owodniowym,
  - przedwczesne oddzielenie łożyska,
  - stan przedrzucawkowy,
  - rzucawka porodowa,
  - HELLP,
  - nadciśnienie indukowane ciążą,
  - sztuczne poronienie,
  - obumarcie płodu, łożysko przerośnięte,
  - zakażenie wewnątrzowodniowe;
- sepsa, najczęściej spowodowana bakteriami gram-ujemnymi uwalniającymi lipopolisacharyd, a także rzadziej gram-dodatnimi (z powodu ich mukopolisacharydów);
- gorączki krwotoczne wywołane przez różne wirusy, a także wiremia w przypadku CMV, HIV, Epsteina-Barr;
- uszkodzenia tkanek, takie jak przy oparzeniach, zabiegu chirurgicznym, wypadku (np. zmiażdżenia):
  - urazy,
  - zespół zmiażdżenia,
  - zabiegi chirurgiczne,
  - oparzenia,
  - choroby trzustki: (rak, ostre zapalenie lub zaostrzenie zapalenia przewlekłego),
- hemolityczna reakcja poprzetoczeniowa i masywne przetoczenia;
- nowotwory;
- białaczki, szczególnie: ostra białaczka promielocytowa (z powodu rozpadu komórek posiadających ziarnistości, których zawartość aktywuje układ krzepnięcia), ostra białaczka mielomonocytowa;
- ukąszenie przez niektóre jadowite węże;
- wstrząs;
- protezy sztuczne w układzie krążenia;
- olbrzymie naczyniaki;
- naświetlanie promieniami jonizującymi – radioterapia;
- działanie katynonów.

## Objawy
Objawy są związane ze skazą krwotoczną, zakrzepicą i uszkodzeniami narządowymi związanymi z mikrozatorami.

## Leczenie
Leczenie jest oparte na leczeniu choroby podstawowej oraz leczeniu objawowym. Leczenie przeciwzakrzepowe za pomocą heparyny budzi kontrowersje. Substytucja elementów hemostazy za pomocą świeżo mrożonego osocza oraz płytek za pomocą koncentratów płytkowych.